# Valentin Conrart
Valentin Conrart (Parijs, 1603 - aldaar, 23 september 1675) was een Frans auteur uit de 17de eeuw en was de grondlegger van de Académie Française.

## Biografie
Valentin Conrart werd in Parijs geboren in een calvinistische familie. Hij werd opgeleid om de zaken van zijn familie over te nemen, maar na zijn vaders dood in 1620 begon Conrart zich te roeren in de literaire kringen. Ook wist hij een plaats aan het Franse hof te krijgen en werd hij raadgever en secretaris van Lodewijk XIII van Frankrijk. In 1629 vormde zich in zijn huis een groep van mensen die elkaars werken bekritiseerde.
Zes jaar later werd deze groep door Kardinaal de Richelieu onder zijn bescherming geplaatst en daarmee werd de Académie Française opgericht. De ontmoetingen van de groep bleven plaatsvinden in het huis van Conrart. Hij behield zijn plaats in de Academie tot aan zijn dood in 1675.

## Publicaties
- Lettres familieres de Mr Conrard, a Mr Félibien (1681)
- Les Psaumes de David mis en vers françois et revus par ordre du Synode Wallon des Provinces-Unies (1730)
- Mémoires sur l'histoire de son temps
- Mémoires de Valentin Conrart, premier secrétaire perpétuel de l'Académie française, (1652-1661)
- La Journée des madrigaux, suivie de la Gazette de Tendre (avec la carte de Tendre) et du Carnaval des prétieuses (1856)
- Lettres à Lorenzo Magalotti, Saint-Étienne, Université de Saint-Étienne, 1981.